# Hanswerner Mackwitz
Hanswerner Mackwitz (* 24. August 1945 in Minden; † 20. August 2010 in Wien) war ein deutscher Chemiker und Umweltaktivist.
Mackwitz veröffentlichte Bücher, Reportagen und Fachartikel und produzierte Fernsehdokumentationen sowie Theaterstücke. Er war in den 1980er Jahren Berater der Grünen im deutschen Bundestag und politischer Berater der Grünen im Parlament in Österreich. Seine bevorzugten Themen waren Naturstoffchemie und bio-basierte Kunststoffe, Biokaskadierung, Biomimikry sowie das Cradle-to-Cradle-Konzept seines langjährigen Weggefährten Michael Braungart.

## Leben
Hanswerner Mackwitz wurde am 24. August 1945 in Minden als eines von drei Kindern geboren. In den Nachkriegswirren verschlug es die Familie in die Gegend um Berchtesgaden. Nach abgebrochener Schule sammelte er erste Erfahrung als Chemie-Hilfsarbeiter bei den Unternehmen Ciba-Geigy und Hoffmann-La Roche.
Nach dem Abitur auf dem zweiten Bildungsweg folgte ein Studium der Chemie an der Universität Basel sowie der Besuch zahlreicher Vorlesungen auf dem Gebiet der Politikwissenschaften, Theaterwissenschaften und Philosophie. Während des Studiums war Mackwitz Vorsitzender der Hochschülerschaft und führte Regie am Stadttheater zu Basel.

### Umweltbewegung
In den 1970er Jahren wurde er zu einem der Pioniere der Umweltbewegung im deutschsprachigen Raum. Mit Umdenken – Umschwenken gelang ihm eine erfolgreiche Ausstellung und Kampagne in der Schweiz. Er engagierte sich 1978 in Österreich im Kampf gegen das Kernkraftwerk Zwentendorf oder gegen das Kraftwerk Hainburg durch die Au-Besetzung 1984. Während des Dioxin-Unfalls 1976 in Seveso war ein Reportageteam unter seiner Leitung wesentlich an der Aufdeckung der Vorgänge beteiligt.
Mittlerweile eine respektierte Größe in Wissenschaft und Szene, wurde Mackwitz zur Mitarbeit im deutschen Bundestag in Bonn und später in seiner Wahlheimat Österreich als Berater der „Grünen“ im österreichischen Parlament in Wien berufen.  Seine zahlreichen Fernsehdokumentationen zu Umweltthemen wurden zu wichtigen Zeitdokumenten, ebenso wie seine Interviews von Persönlichkeiten wie Ivan Illich, Erwin Chargaff und Ernst Friedrich Schumacher. 
Mackwitz galt als Experte für Naturstoffchemie. In einem 1000-seitigen Kompendium für die Europäische Union wurde der Stand der Wissenschaft zu unbedenklichen Materialien für industrielle Verwendung festgehalten. Seine Passion für Kunststoffe aus erneuerbaren Rohstoffen kam unter anderem im Projekt Loop Linz zur Entfaltung.
Intensiv eingesetzt hat er sich auch für die Entwicklung eines Innovativen Mottenschutzes für Schafwolldämmstoffe – mit einer umfassenden Abschlussdokumentationen eines Forschungsprojektes mit dem Haus der Zukunft, um dem wertvollen „Naturbaustoff“ Schafwolle einen größeren Markt zu erschließen.
In einem weiteren Forschungsprojekt widmete sich Mackwitz scheinbar etwas, gegen das er zeit seines Lebens gearbeitet hatte: der Kernkraft. Bei diesem ironisch gemeinten Arbeitstitel handelte es sich allerdings nicht um Atom-, sondern die Obstkernspaltung. Durch „Biokaskadierung“ wurde die volle stoffliche Vielfalt erschlossen und durch schrittweise Verwertung nutzbar gemacht. So wurden in Versuchen Kirsch-, Zwetschken-, Pfirsich- und andere Kerne zu hochwertigen Ölen bis hin zu Bodenplatten und Pulvern zur schonenden Zahnpolierung verarbeitet. Eine komplette Nutzung des sonst als Abfall betrachteten Rohstoffs Kern war experimentell erreicht worden. Dieses Projekt wurde als wegweisende „Fabrik der Zukunft“ mit dem österreichischen ÖGUT-Umweltpreis 2007 ausgezeichnet.

### Lehrtätigkeit
Mackwitz lehrte an zahlreichen Universitäten und Hochschulen im In- und Ausland, so in Tulln und Wieselburg in Österreich, im Umweltcampus Birkenfeld in Deutschland, in den Vereinigten Staaten sowie in Japan. 
Das Einläuten des Solarzeitalters und die Ablösung des „Homo Petrolicus“ durch den „Homo Solaris“ waren die großen Ziele seines Schaffens. Sein Forschungsinstitut alchemia-nova ermöglichte ihm, das gesammelte Wissen Unternehmen in Innovationsprojekten nahezubringen.

### Filme
Frech wie Oscar ist ein Kinder- und Zeichentrickfilm, der Anfang der 1990er entstanden ist. Der Film vermittelt in listig-lustigen Bildern, wie ein Junge mit Hilfe seines frecher Katers Oscar die Welt von Müll, Abfall und giftiger Chemie befreit. Frech wie Oscar wurde unter anderem 1992 beim Festival du Court-Métrage de Clermont-Ferrand, Frankreich und 1993 beim Kinderfilm Festival in Kairo ausgezeichnet.

## Ehrungen
Für die  Mitarbeit am Aufbau der NetzwerkstAd wurde ihm posthum die Ehrenmitgliedschaft verliehen.
Das Institut für innovative Pflanzenforschung alchemia-nova unter der Leitung von Mackwitz wurde 2007 dem österreichischen ÖGUT-Umweltpreis ausgezeichnet.

## Publikationen
Seine kritische Einstellung zur Petrochemie und die Leidenschaft für die Naturstoffchemie resultierte in zahlreichen Publikationen:
- Mit Barbara Köszegi: Zeitbombe Chemie.  1983. ISBN 978-3-85368-939-4
- Mit Adam Adler: Ökotricks und Bioschwindel.  1990. ISBN 978-3-7015-0124-3
- Mit Wolfgang Hingst: Reiz-Wäsche, Unsere Kleidung: Mode, Gifte, Öko-Look. Campus,  1998